# 5.1

Format de diffusion 5.1
Le carré au centre représente le subwoofer.

Le format multicanal 5.1 désigne un système audio à cinq voies, destiné à reproduire six canaux sonores. Suivant son utilisation (cinéma, home cinema, télévision HD, DVD, disque Blu-ray, Super Audio CD, jeux vidéo), la terminologie pourra correspondre à des réalités différentes.

## Historique
Le format 5.1 remonte aux années 1970 (1976) pour le cinéma tourné ou diffusé en 70 mm avec un son Dolby stéréo matricé (4/1/4) reproduit par six haut-parleurs. Ce système s’appuie sur le format Todd-AO cinéma grand écran inventé dans les années 1950 qui utilisait une bande magnétique analogique à 6 canaux (projection dite double bande). Le système Todd-AO, cependant, fait appel à cinq canaux avant et un canal surround (6.0).

## Principe
Chaque voie est matérialisée par une ou plusieurs enceintes spécifiques. Le chiffre 5 de 5.1 correspond aux cinq enceintes pleine bande qui sont souvent désignées dans le domaine du home cinema par le terme « satellite » et, dans ce cas, sont généralement de petite taille. Seul le haut-parleur subwoofer destiné à reproduire le canal LFE qui correspond au .1 de 5.1, a une taille plus importante.

## Canaux sonores
Le canal LFE (low-frequency effects) est un canal optionnel, destiné à renforcer ou reproduire les fréquences basses, en général inférieures à 120 Hz. Le haut-parleur destiné à reproduire ce canal est dénommé subwoofer. Au cinéma, il peut y avoir plusieurs subwoofers suivant la taille de la salle.

### Caractéristiques
| Canal                                    | Abréviation              |
| ---------------------------------------- | ------------------------ |
| Canal gauche                             | (L pour left)            |
| Canal centre                             | (C pour center)          |
| Canal droit                              | (R pour right)           |
| Canal surround latéral et arrière gauche | (Ls pour Left surround)  |
| Canal surround latéral et arrière droit  | (Rs pour Right surround) |
| Canal Low Frequency Effects              | LFE (canal reconstitué)  |

## Disposition
À la fin des années 1990, l’UIT travaille sur un standard de disposition des haut-parleurs destiné aux installations domestiques et ce, pour une utilisation avec ou sans image associée.
Ces travaux aboutissent à la recommandation UIT-R BS.775-1 de 2004, dans sa version 4 depuis le 19 décembre 2022.
Vus de dessus, les cinq haut-parleurs sont disposés sur un cercle imaginaire dont l’auditeur est le centre, cela afin de garantir un équilibre entre les cinq points de diffusion. Les haut-parleurs « gauche » et « droite » sont situés de part et d’autre du haut-parleur « centre » avec un angle de 30°, les haut-parleurs « surround gauche » et « surround droit » avec un angle variant entre 100° et 120° par rapport au « centre ». La place du subwoofer n’a que peu d’importance, l’oreille humaine ayant beaucoup de mal à localiser une source émettrice de basses fréquences ; il est toutefois très souvent posé au sol, ces mêmes basses fréquences se propageant très bien par transmission dans un solide (ici le sol), ce qui permet ainsi un meilleur rendement du système, l'amplification électrique du signal peut être moindre que dans le cas où le subwoofer est suspendu (plutôt rare mais parfois imposé par la configuration de l'espace d'écoute).